# Física aplicada

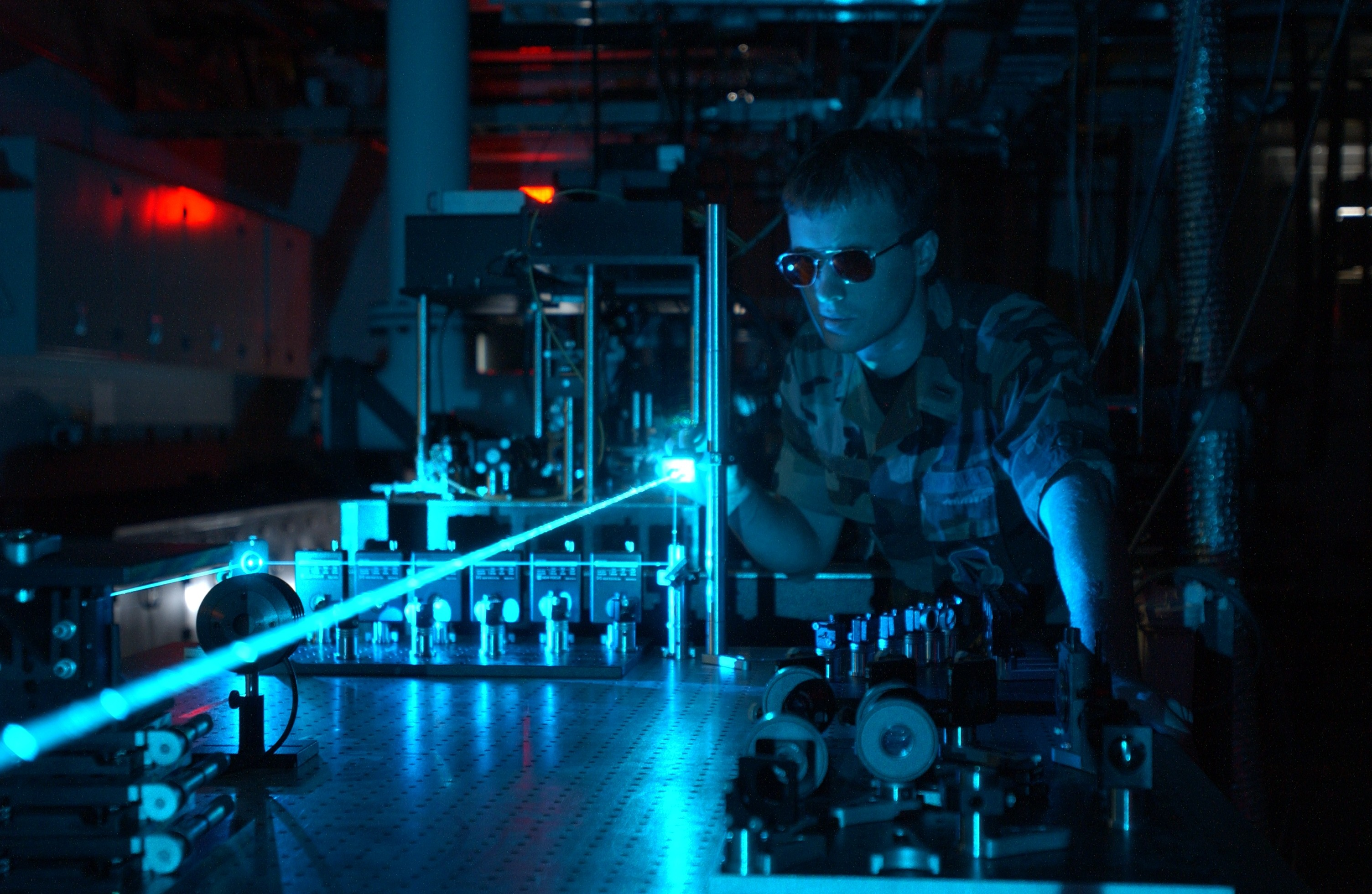
Experimento usando um laser de argônio

A Física aplicada é a Física entendida como suporte para uma tecnologia ou uso prático particular, como por exemplo em engenharia, ao contrário da investigação básica. Esta aproximação é semelhante a dada a matemática aplicada. A Física aplicada está enraizada nas verdades fundamentais e nos conceitos básicos das ciências físicas, mas está relacionada com uso de princípios científicos em aparelhos e sistemas práticos, e na aplicação da física em outras áreas da ciência. A "Física Aplicada" distingue-se da "Física Pura" por uma combinação de fatores como a motivação e a atitude dos investigadores e a natureza das relações para com a tecnologia ou a ciência que pode ser afetada pelo seu trabalho.

## Áreas de investigação
- Biofísica
- Física química
- Processos químicos de deposição de vapor
- Física da matéria condensada
- Aparellos de fibra e guia de ondas
- Aparelhos de fibra óptica e sistemas de comunicação
- Dinâmica de fluidos
- Física do laser
- Microscopia de força e imagem
- Geofísica
- Laseres e eletrônica quântica
- Física médica
- Microfluidez
- Nanotecnologia
- Testes não destrutivos
- Física nuclear
- Optoelectrónica,
- Célula fotovoltaica
- Física do plasma
- Física e aparelhos semicondutores
- Física do estado sólido
- Física do espaço
- Transporte spin-dependente
- Física de aceleradores e síncrotrons
- Tunelamento a vácuo

## Instituições destacadas
- Department of Applied Physics, Stanford University, EEUU
- Department of Applied Physics and Applied Mathemetics, Columbia University, EEUU
- Instituto de fisica aplicada, Un. de Münster, Alemaña
- School of Applied and Engineering Physics, Cornell University, EEUU